# FinFET

ダブルゲートFinFETデバイス

FinFET（Fin Field-Effect Transistor）とは、ゲートがチャネルの2面、3面、4面またはチャネルを包むように位置しダブルゲート構造を形成している基板上に作られたMOSFETである。FinFETと呼ばれる理由は、ソース/ドレイン領域がシリコン表面でフィンを形成するためである。FinFETデバイスは主流のCMOSよりもかなり速いスイッチング時間と高い電流密度を持つ。
FinFETという用語は、SOI基板上に構築された非プレーナー型ダブルゲートトランジスタを表現するために、2001年にカリフォルニア大学バークレー校の研究者であるChenming Hu、Tsu-Jae King Liu、Jeffrey Bokorらによって作られた。このトランジスタは、以前のDELTA（シングルゲート）トランジスタデザインに基づいていた。
FinFETトランジスタは5nmのゲート厚さと50nm以下のゲート幅を持つことができ、28nmチップで応用されると想定されている。FinFET技術は、AMD、NVIDIA、IBM、ARM、Motorolaと学術研究機関によって追求されている。
産業界では2002年のTSMCによる0.7Vで動作する25nmトランジスタが最初である。「Omega FinFET」デザインは、ギリシャ文字の「オメガ」と、ソース/ドレイン構造を包むゲートの形状との類似性から名付けられたもので、ゲートディレイはN型トランジスタで0.39ピコ秒、P型で0.88ピコ秒となっている。
ゲートが3面からチャネルを囲むインテルのトライゲートトランジスタは、プレーナー型よりゲートディレイが小さく、高い性能を可能にした。
最初のFinFETトランジスタのタイプは「DEpleted Lean-channel TrAnsistor」または「DELTAトランジスタ」として知られた。DELTAトランジスタを扱った論文は1990年代始めに最初に出版された。このトランジスタのゲートは半導体チャネルのフィンを被覆したり、またトップとサイドの両方あるいはサイドのみに電気的に接触させたりすることができる。前者（トップとサイド）を「トライゲートトランジスタ」、後者（サイドのみ）を「ダブルゲートトランジスタ」と呼ぶ。ダブルゲートトランジスタは各端を2つの異なる端子または接点に接続させることが任意に可能となっている。このバリエーションを「スプリットトランジスタ」と呼ぶ。これにより、より繊細なトランジスタの動作制御が可能となる。
発明
特願昭63-104862